# Urban Janlert
Urban Janlert, född 8 juli 1946, är en svensk överläkare och professor vid institutionen för folkhälsa och klinisk medicin vid Umeå universitet. 